# Orthodoxe Synagoge (Bonyhád)

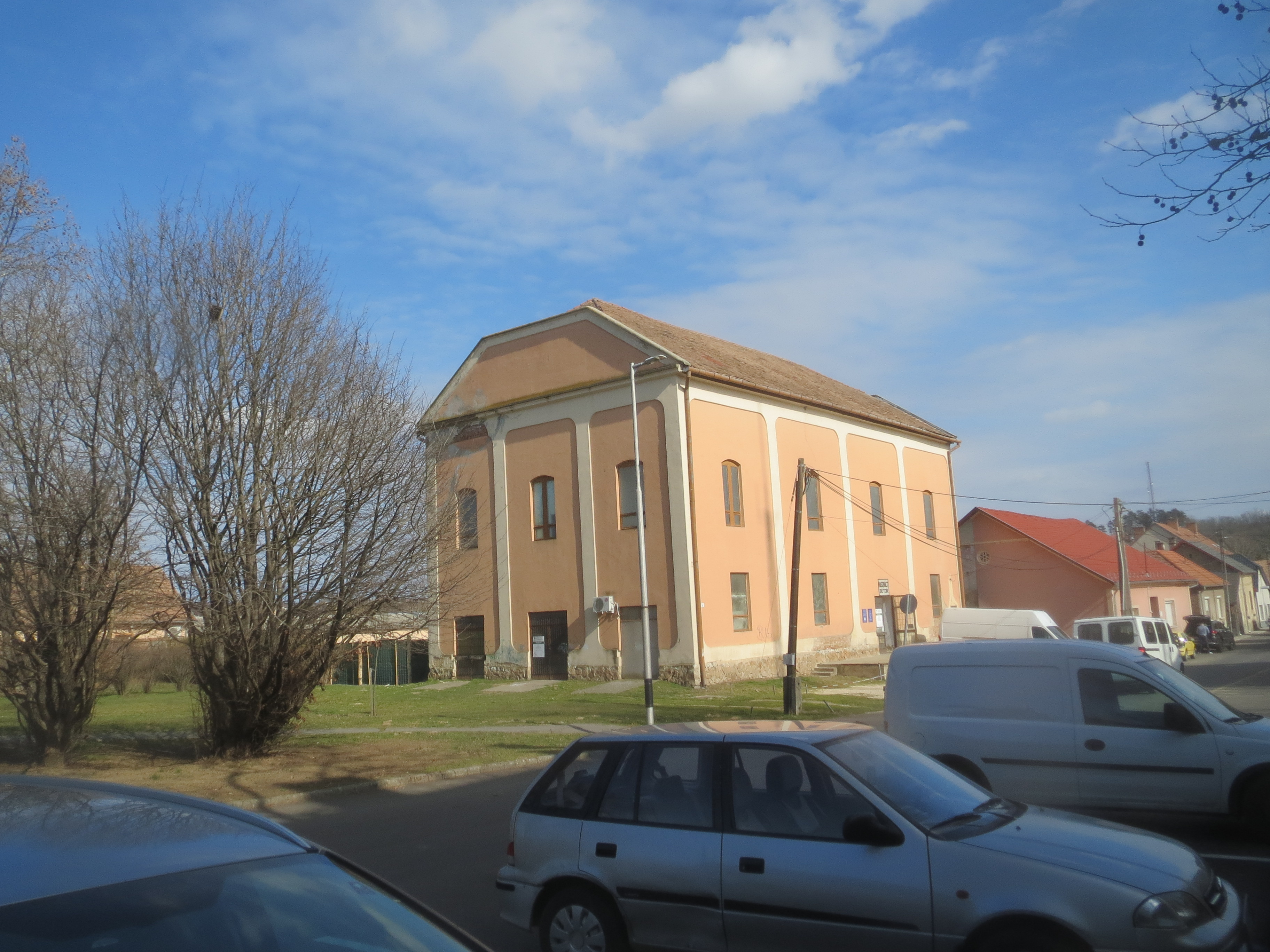
Orthodoxe Synagoge im Jahr 2023

Die Orthodoxe Synagoge in Bonyhád, einer ungarischen Stadt im Komitat Tolna, wurde 1924 erbaut. Sie wird heute als Warenlager genutzt.

## Geschichte
Nachdem sich Mitte des 19. Jahrhunderts die jüdischen Gemeinden Ungarns in einen Reformflügel (in Ungarn Neologen genannt) und einen orthodoxen Flügel aufgespalten hatten, kam die Alte Synagoge der Stadt zur neologischen Gemeinde. Die orthodoxe Gemeinde baute daher im Jahr 1924 eine eigene Synagoge. Gleich nach dem Krieg und der Verschleppung und Ermordung der ungarischen Juden im Holocaust lebten noch 352 Juden im Ort; 1949 gehörten 172 der orthodoxen Gemeinde an. Nach dem Ungarnaufstand von 1956 lösten sich kurz danach die Gemeinden auf. So lebten 1963 gerade noch vier jüdische Familien in Bonyhád.
Heute (2023) wird das Gebäude als Verkaufslager für Möbel genutzt. An der Außenwand sind zwei Gedenktafeln angebracht.

## Architektur
Die äußere Struktur des Bauwerks ist nahezu erhalten. Das langgestreckte Gebäude hat zum Westen hin ein Krüppelwalmdach und im Osten ein Giebeldach. Die Wände sind durch Pilaster unterteilt. Die Fenster sind in zwei Ebenen angeordnet; unten sind sie rechteckig und bei den darüber angebrachten größeren Fenstern handelt es sich um Segmentfenster. Im Westen sind drei Eingänge und an der längeren Südseite ein weiterer.
Im Inneren ist von der ehemaligen Synagoge kaum noch etwas zu erkennen. Lediglich ein Okulus an der Ostwand ist noch vorhanden. Der darunterstehende Toraschrein ist nicht mehr vorhanden. Bei der in der Raummitte stehenden Bima handelte es sich um ein rechteckiges Podest, das von einem Geländer umgeben war. Auch diese gibt es nicht mehr.
Die ehemalige Frauenempore entlang den Längsseiten und im Westen lässt sich nur durch einen kleinen Absatz an den Wänden erahnen.